# Эскобар, Сильвио
Сильвио Эскобар Бенитес (исп. Sílvio Escobar Benitez; 18 июля 1986, Асунсьон, Парагвай) — парагвайский и индонезийский футболист.

## Клубная карьера
В январе 2014 года он дебютировал за «Персепам Мадура Юнайтед» в матче против «Аремы», в котором забил один гол, хотя в его клуб уступил со счётом 1:3. В марте 2017 года Эскобар подписал однолетний контракт с индонезийским клубом Лиги 1 «Персеру Серуи». 20 апреля 2017 года в матче против «Бхаянгкары» дебютировал за «Персеру Серуи». 25 апреля 2017 года на 22-й минуте матча против «Персибы Баликпапан» на стадионе Марора в Япене Эскобар забил свой первый гол за «Персеру Серуи». 
В сезоне 2019 года он подписал контракт с клубом Лиги 1 «Персиджа Джакарта». Однако вскоре он был отдан в аренду в клуб «ПСИС Семаранг», за который Эскобар дебютировал 16 мая 2019 года в матче против клуба «Калтенг Путра». 26 июня 2019 года Эскобар забил свой первый гол за «ПСИС Семаранг» в ворота клуба «Бадак Лампунг» на 3-й минуте на стадионе Сумпа Пемуда в Бандар-Лампунге. В общей сложности он провёл 15 матчей в чемпионате Индонезии, в которых забил 2 гола за «ПСИС Семаранг». 
В январе 2020 года Эскобар подписал однолетний контракт с индонезийским клубом Лиги 1 «Персикабо 1973», за который дебютировал 2 марта 2020 года в матче против «Аремы». 15 марта 2020 года Эскобар забил свой первый гол за «Персикабо 1973» в матче против «Перситы Тангеранг» на 83-й минуте встречи на стадионе Пакансари в Богоре. В сезоне 2020 года он был отдан в аренду в клуб «ПСМС Медан» в Лиге 2. Этот сезон был приостановлен 27 марта 2020 года из-за пандемии COVID-19. 20 января 2021 года сезон был прекращен и объявлен недействительным. 
В 2021 году Эскобар подписал контракт с индонезийским клубом Лиги 1 «Мадура Юнайтед». 3 сентября 2021 года он дебютировал в лиге 1 за «Мадура Юнайтед» в матче против «Персикабо 1973» года на «Индомилк-Арене» в Тангеранге.

## Личная жизнь
Принял ислам в 2015 году. В 2016 году он женился на индонезийке Мерри Марсите. Иностранцы, состоящие в законном браке с гражданами Индонезии, должны исповедовать ислам, что является одним из критериев, которые Эскобар выполнил, чтобы стать гражданином Индонезии в 2018 году.